# Nélée fils de Codros
Pour les articles homonymes, voir Nélée (homonymie).
Nélée (en grec ancien Νηλεύς / Nêleús), fils de Codros, dernier roi d'Athènes, et frère de Médon, fut contraint de céder le pouvoir à son frère et alla en Asie Mineure, à la tête d'une colonie d'Ioniens. On lui attribue la fondation de Milet, d'Éphèse, de Colophon, de Lébédos et de Clazomènes.

## Source
Cet article comprend des extraits du Dictionnaire Bouillet. Il est possible de supprimer cette indication, si le texte reflète le savoir actuel sur ce thème, si les sources sont citées, s'il satisfait aux exigences linguistiques actuelles et s'il ne contient pas de propos qui vont à l'encontre des règles de neutralité de Wikipédia.